# 오스트레일리아 기독당
오스트레일리아 기독당(영어: Australian Christians)은 2011년에 설립된 오스트레일리아의 정당이다. 2011년 12월 15일에 오스트레일리아 선거위원회에 등록을 했고, 기독교적 가치를 표방하며 한달에 한번은 교회를 가는 270만명의 유권자들을 공략하고 있다. 이 당은 애초에 기독민주당이 빅토리아파와 웨스턴오스트레일리아파로 갈리기로 표결이 나면서 생긴 정당이다. 이 당은 웨스턴오스트레일리아주와 빅토리아주, 태즈메이니아주에 상원 의석을 차지하고 있으며, 사우스오스트레일리아주, 퀸즐랜드주까지 확장시키려는 계획을 갖고 있다. 이 당은 뉴사우스웨일스주 지역에는 출범하지 않기로 했는데, 이 지역 기독민주당이 국회 전체 의석 중에서 이미 2석을 차지하고있기 때문이다.
호주의 기독교인들은 낙태, 자살 조력, 안락사, 음란물, 동성애, 동성 결혼에 반대합니다.

## 같이 보기
- 가족우선당